# Global Operations
Global Operations (En español La Operación Global) es un videojuego de ordenador, perteneciente al género de disparos, en primera persona desarrollado por la empresa Barking Dog Studios (actualmente llamado Rockstar Vancouver) y publicado tanto por Crave Entertainment como por Electronic Arts. Fue lanzado en marzo de 2002, a raíz de su versión beta, de tipo multijugador pública que contenía solo el mapa de Quebec. El juego completo incluyó trece mapas y presentó modos tanto para solo jugador, como un modo multijugador, que permitía hasta veinticuatro jugadores y tres equipos. Después, una demo multijugador con solo el mapa Antártida fue liberado. El juego fue construido en el motor del juego Lithtech.

## Jugabilidad
El juego en sí se centra en las armas de fuego, en un ajuste de las fuerzas especiales, con una mezcla de temas militares y de tipo antiterrorista. El videojuego tuvo un gran número de armas de fuego, la numeración de las decenas y que incluye una amplia selección de pistolas y rifles. Muchos de ellos podrían ser personalizado también. Por ejemplo, se podría añadir un C-mag y silenciador. El multijugador ofrece diferentes clases (de reconocimiento, comando, Medic, armas pesadas, francotirador, demoliciones y Oficial de Inteligencia) con habilidades extra y armas específicas de clase. Todas las clases se podrían usar armas de fuego todos los de otras clases (por recogerlos del campo de batalla), pero cada clase podrían no tener el mismo nivel de habilidad con un arma determinada (por ejemplo, menos precisión).
Otras características existían, así, como un dispositivo de rastreo de signos de vida, así como otros elementos de juego como granadas de gas lacrimógeno, granadas de humo y botiquín. UNA LEY (Antitanque ligero de armas) podría ser utilizado, así como la visión nocturna y visión térmica. 
Electronic Arts describe el juego como: Entra en el mundo de la guerra especializada. La Operación Global te pone en los puntos calientes de hoy en día, tales como Chechenia, Sri Lanka, África del Norte y el Mar del Sur de China. Como miembro de una fuerza militar de élite, cumplir misiones específicas del equipo como el rescate de rehenes, el desarme de bombas y escolta de VIP. Solo como un equipo puede derrotar a la oposición. 
El juego tiene unos requisitos relativamente bajos del sistema final a pesar de sus gráficos y capacidades.

## Recepción
El Entretenimiento, los Servicios y puntuaciones ha dado al juego una calificación para mayores de edad. ActionTrip cuenta actualmente al juego con una calificación de 8,1 o "muy bueno", citando el trabajo en equipo avanzado sobre Counter strike. El juego tiene actualmente un 79 en Metacritic basado en 13 críticos y un 8.3 usuario basado en 8 calificaciones.

## Longevidad
Debido a que el juego estuvo recibiendo tan buena acogida inicial, este sigue siendo popular y tiene una base de jugadores activos. Los jugadores han seguido el desarrollo del juego a través de modificaciones y mapas personalizados. El juego incluso ha dado lugar a una base de fanes siguiente en Steam y dada su propia página oficial y su clasificación.